# Lamborghini Pregunta
Der Lamborghini Pregunta (auch bekannt als Heuliez Pregunta) war ein 1999 auf dem Mondial de l’Automobile in Paris präsentiertes Concept Car auf Lamborghini-Basis, entwickelt vom französischen Karosseriebauer und Systemzulieferer Heuliez.

## Entstehung
Der Pregunta basierte auf dem Lamborghini Diablo und sollte die Kompetenz von Heuliez als Entwickler von ganzen Fahrzeugen und nicht nur Fahrzeugteilen zeigen. Der Name Pregunta kommt wie der Name vieler Lamborghini-Modelle aus dem Spanischen und bedeutet so viel wie „Frage“. Der Pregunta hatte Antriebsstrang, Chassis und Motor des Lamborghini Diablo. Äußerlich handelte es sich aber um ein völlig anderes Auto. Die Ingenieure von Heuliez ließen sich bei der Konstruktion des zweisitzigen Roadster sehr von der Luftfahrt inspirieren. Kennzeichnend waren vor allem das aus Glas bestehende, herausnehmbare Hardtop sowie die nach vorne öffnenden Schmetterlingstüren. Die zahlreichen Lufteinlässe sowie das etwas aufgeblasen wirkende Heck verstärkten diesen Eindruck. Die Auslegung des Interieur war zweigeteilt: Die linke Seite, also die Fahrerseite, war eher sportlich ausgelegt, während die Beifahrerseite komfortabel eingerichtet war.
Zu einer Serienfertigung kam als allerdings nie und so blieb das Fahrzeug ein Einzelstück.

## Trivia
Am 11. April 2013 wurde bekannt, dass das einzige je gebaute Modell bei einem Pariser Automobilhändler für 1.352.240 € zum Verkauf steht.

## Technische Daten

### Motor
- Hubraum: 5707 cm³
- Zylinder: 12
- kW(PS) bei 1/min: 395(530)/7100
- Literleistung: 92,8 (PS/Liter)
- Ventile: 48
- Nockenwellen: 4
- Antriebsart: Heck
- Getriebe: 5-Gang sequenziell

### Fahrwerk
- Reifen: Michelin
- Vorne: 235/35.18
- Hinten: 345/30.19

### Maße und Gewichte
- Spur vorne: 1540 mm
- Spur hinten: 1650 mm
- Radstand: 2650 mm
- Gewicht: 1650 kg

### Fahrleistungen
- Vmax: 330 km/h
- 0–100 km/h: 4 s
- Stehender Kilometer: 20,7 s